# オットー・ハーン
オットー・ハーン（Otto Hahn, 1879年3月8日 - 1968年7月28日）は、ドイツの化学者・物理学者。主に放射線の研究を行い、原子核分裂を発見。1944年にノーベル化学賞を受賞。
1946年までカイザー・ヴィルヘルム協会最後の会長を務め、1948年から1960年までマックス・プランク協会会長を務めた。

## 略歴
- 1904年 - 放射性トリウムを発見
- 1912年 - カイザー・ヴィルヘルム化学研究部長
- 1917年 - プロトアクチニウムを発見
- 1921年 - ウランの核異性体ウラニウムZを発見
- 1928年 - カイザー・ヴィルヘルム化学研究所（1956年からベルリン自由大学のオットー・ハーン記念ビル）の所長となる
- 1938年 - 原子核分裂を発見
- 1957年 - 王立協会外国人会員選出

## 受賞歴
- 1944年 - ノーベル化学賞、コテニウス・メダル
- 1949年 - マックス・プランク・メダル
- 1953年 - パラケルスス・メダル
- 1958年 - ヴィルヘルム・エクスナー・メダル
- 1959年 - ヘルムホルツ・メダル
- 1966年 - エンリコ・フェルミ賞

## マイトナーとの関係
ハーンは30年以上にわたってリーゼ・マイトナーと一緒に研究を行ってきたが、ユダヤ系であったマイトナーはナチスの迫害を避けるために1938年にスウェーデンに移らざるをえなくなった。その後も2人は連絡を取り合い、同年、ハーンはマイトナーに「ウランの原子核に中性子を照射しても核が大きくならず、しかもウランより小さい原子であるラジウムの存在が確認された。何が起きているのか意見を聞きたい」という手紙を送った。マイトナーは、甥で物理学者であるオットー・ロベルト・フリッシュと共に核分裂が起きたことを証明して、連名で発表した。
しかし、ハーンはナチスの圧力に負けマイトナーを外したため、マイトナーはノーベル化学賞の受賞を逸している。ハーンは、受賞のスピーチでもマイトナーの功績についてほとんど触れず、その後も核分裂を発見したのはマイトナーではなく、自分だと主張し続けた。
マイトナーはハーンへの手紙で「40年間の友情を裏切られた思い」と吐露している。
今日では、ハーンは核分裂の発見者であり、マイトナーは核分裂の概念の確立者であるとされている。
ハーンとマイトナーの名前はいずれも元素名に提案されたが、マイトナーの名前に由来するマイトネリウムだけが採用された。ハーンの名前に由来するハーニウムは正式採用されず、ドブニウムが正式な名称となった。